# 耶穌顯聖教堂

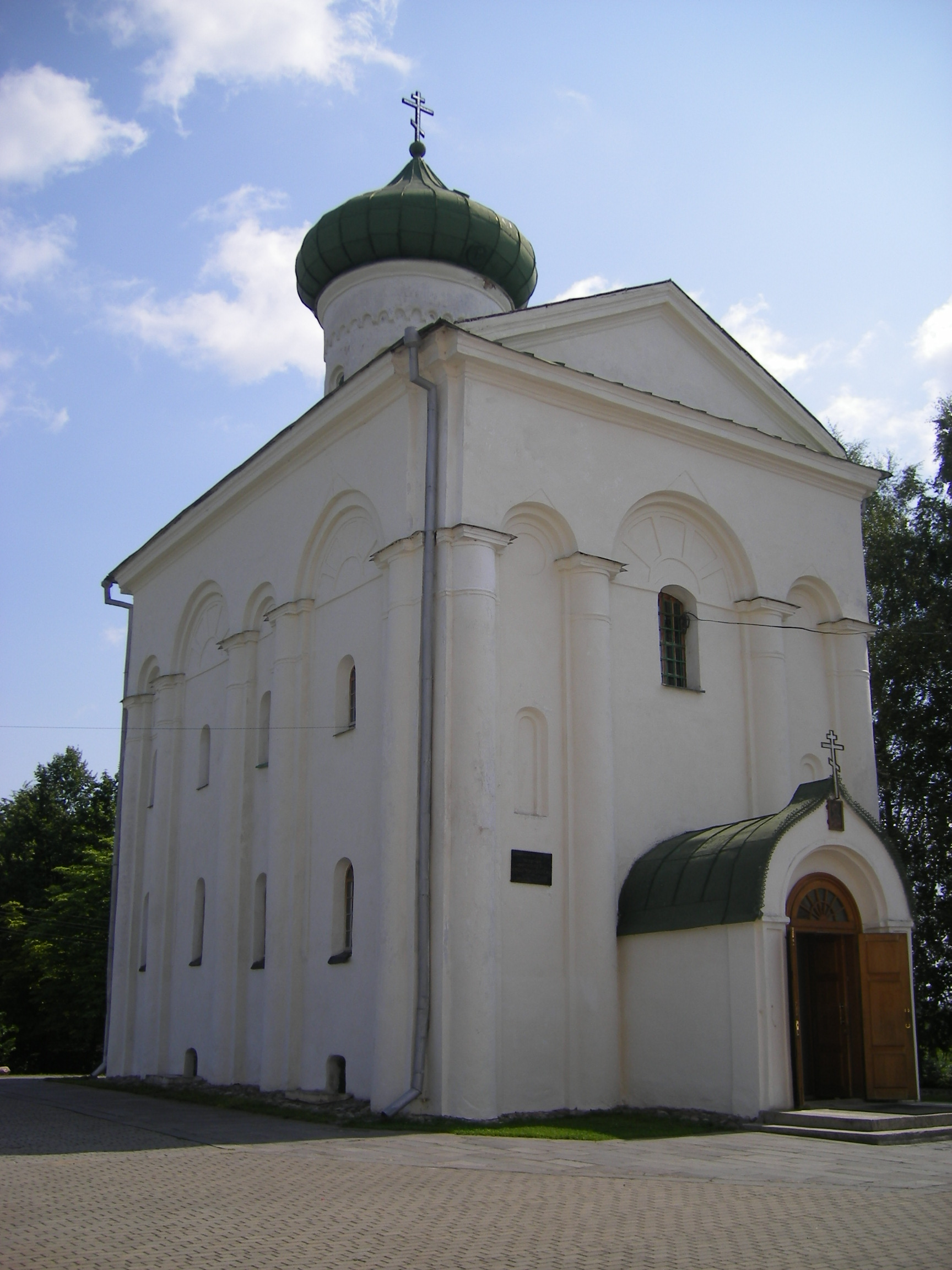

耶穌顯聖教堂是位於白俄羅斯城市波洛茨克的一座教堂。耶穌顯聖教堂曾是一座女子修道院內教堂，始建於12世紀，是修道院內現存建築中最古老的，也是白俄羅斯唯一一座仍保存有12世紀時外觀的教堂。蘇聯時期教堂曾被關閉，蘇聯解體後已恢復宗教活動。

55°30′14.74″N 28°46′50.81″E / 55.5040944°N 28.7807806°E